# 1911年全米選手権 (テニス)
1911年 全米選手権（1911ねんぜんべいせんしゅけん）に関する記事。

## 大会の流れ
- 1881年から1967年まで、全米選手権は各部門が個別の名称を持ち、大会会場も別々のテニスクラブで開かれた。これが他の3つのテニス4大大会と大きく異なる点である。
  - 男子シングルス　名称：全米シングルス選手権（U.S. National Singles Championship）／会場：ロードアイランド州、ニューポート・カジノ　（最初の会場、1914年まで）
  - 男子ダブルス　名称：全米ダブルス選手権（U.S. National Doubles Championship）／会場：ロードアイランド州、ニューポート・カジノ　（最初の会場に戻る。1894年-1914年まで）
  - 女子シングルス　名称：全米女子シングルス選手権（U.S. Women's National Singles Championship）／会場：ペンシルベニア州、フィラデルフィア・クリケット・クラブ　（女子部門競技はすべてこの会場、1887年-1920年まで）
  - 女子ダブルス　名称：全米女子ダブルス選手権（U.S. Women's National Doubles Championship）／会場：フィラデルフィア・クリケット・クラブ　（1889年-1920年まで）
  - 混合ダブルス　名称：全米混合ダブルス選手権（U.S. Mixed Doubles Championship）／会場：フィラデルフィア・クリケット・クラブ　（1892年-1920年まで）
- 男女シングルスでは、「チャレンジ・ラウンド」（Challenge Round, 挑戦者決定戦）と「オールカマーズ・ファイナル」（All-Comers Final）で優勝を決定した。男子シングルスでは第4回大会の1884年から実施されてきたが、本年度を最後に廃止される。女子シングルスは第2回競技の1888年から1918年まで行われ、廃止が男子シングルスの7年後になった。
  - 大会前年度優勝者を除く選手は「チャレンジ・ラウンド」に出場し、前年度優勝者への挑戦権を争う。前年度優勝者は、無条件で「オールカマーズ・ファイナル」に出場できる。チャレンジ・ラウンドの勝者と前年度優勝者による「オールカマーズ・ファイナル」で、当年度の選手権優勝者を決定した。
- 初期の全米選手権のように、外国人出場者が少なかった時期は、地元アメリカ人選手の国籍表示を省略する。

## 大会前年度優勝者
- 男子シングルス：ウィリアム・ラーンド
- 女子シングルス：ヘイゼル・ホッチキス
- 男子ダブルス：フレッド・アレクサンダー＆ハロルド・ハケット
- 女子ダブルス：ヘイゼル・ホッチキス＆エディット・ロッチ
- 混合ダブルス：ウォレス・ジョンソン＆ヘイゼル・ホッチキス

## 男子シングルス

### チャレンジラウンド
準々決勝
- グスタブ・タッチャード vs. カールトン・ガードナー　6-3, 6-4, 7-5
- モーリス・マクローリン vs. ワトソン・ウォッシュバーン　6-1, 6-2, 6-4
- ビールズ・ライト vs. ナサニエル・ナイルズ　6-8, 1-6, 6-3, 10-8, 7-5
- トーマス・バンディ vs. ジェッド・ジョーンズ　6-3, 8-6, 6-3

準決勝
- モーリス・マクローリン vs. グスタブ・タッチャード　6-2, 6-4, 6-3
- ビールズ・ライト vs. トーマス・バンディ　6-4, 6-3, 6-1

決勝
- モーリス・マクローリン vs. ビールズ・ライト　6-4, 4-6, 7-5, 6-3

### オールカマーズ決勝
- ウィリアム・ラーンド vs. モーリス・マクローリン　6-4, 6-4, 6-2　（ラーンドが優勝、5年連続7度目。本年度を最後に廃止）

## 女子シングルス

### チャレンジラウンド
準々決勝
- エレオノラ・シアーズ vs. ウォリンストン・ハーディ夫人　6-2, 6-2
- ジョセフ・ウォーレン夫人 vs. エディット・ハンディ　3-6, 6-2, 6-3
- フローレンス・サットン vs. エドナ・ワイルディー　6-1, 6-3
- アデレード・ブラウニング vs. マリー・ワーグナー　6-3, 3-6, 6-2

準決勝
- エレオノラ・シアーズ vs. ジョセフ・ウォーレン夫人　6-1, 6-3
- フローレンス・サットン vs. アデレード・ブラウニング　6-3, 6-2

決勝
- フローレンス・サットン vs. エレオノラ・シアーズ　6-2, 6-1

### オールカマーズ決勝
- ヘイゼル・ホッチキス vs. フローレンス・サットン　8-10, 6-1, 9-7　（ホッチキスが本大会の優勝者になる）

## 決勝戦の結果
- 男子シングルス：ウィリアム・ラーンド vs. モーリス・マクローリン　6-4, 6-4, 6-2　［オールカマーズ決勝］
- 女子シングルス：ヘイゼル・ホッチキス vs. フローレンス・サットン　8-10, 6-1, 9-7　［オールカマーズ決勝］
- 男子ダブルス：レイモンド・リトル＆グスタブ・タッチャード vs. フレッド・アレクサンダー＆ハロルド・ハケット　7-5, 13-15, 6-2, 6-4
- 女子ダブルス：ヘイゼル・ホッチキス＆エレオノラ・シアーズ vs. ドロシー・グリーン＆フローレンス・サットン　6-4, 4-6, 6-2
- 混合ダブルス：ウォレス・ジョンソン＆ヘイゼル・ホッチキス vs. ハーバート・モリス・チルデン＆エドナ・ワイルディー　6-4, 6-4